# Nicke Andersson
Anders Niklas "Nicke" Andersson (n. 1 de agosto de 1972), también conocido como Nick Royale, es un músico y productor sueco, conocido por su participación en bandas como Entombed o The Hellacopters.
Es cantante, guitarrista y compositor de la banda de garage rock y hard rock sueca The Hellacopters con la que ha publicado 8 álbumes de estudio y multitud de sencillos. En el pasado también ha tocado la batería en The Hydromatics y en Supershit666, un proyecto junto con el guitarrista de Backyard Babies Dregen y el cantante de The Wildhearts Ginger y ha sido compositor y batería de la banda de death metal Entombed. También ha publicado sencillos en el sello sueco Wild Kingdom bajo el nombre de Nick Royale Gang
A finales de 2005 Nicke Andersson produjo a la banda sueca Dollhouse en Acetone Studio, Estocolmo. La grabación supuso el segundo álbum de Dollhouse, titulado "The Royal Rendezvous". En 2006, produjo el quinto álbum de la banda Backyard Babies, People Like People Like People Like Us.
Actualmente, Andersson es compositor y batería de la banda de old school death metal Death Breath que trabaja con la compañía discográfica Relapse Records. También toca la batería en The Solution junto con Scott Morgan de Sonic's Rendezvous Band y dirige su propio sello Psychout Records. Además se ha embarcado en una nueva banda,  Imperial State Electric, junto a Tobias Egge, Dolf De Borst, Tomas Eriksson, Anders Lindström, Conny Wall, Dregen, Fage, Anders Härnestam y Robert Pehrsson.
Nicke fue una pieza importante en el establecimiento de la escena del Death Metal Sueco gracias a su papel en la escena underground. Bastanta con decir que el álbum "Left Hand Path" de Entombed es catalogado por muchos expertos el mejor disco de Death metal de todos los tiempos. Nicke Andersson era principal compositor de Entombed y tocaba muy bien la batería.

## Discografía

### Entombed
- Left Hand Path (1990)
- Clandestine (1991)
- Wolverine Blues (1993)
- To Ride Shoot Straight and Speak the Truth (1997)

### The Hellacopters
- Supershitty to the Max! (1996)
- Payin' the Dues (1997)
- Grande Rock (1999)
- High Visibility (2000)
- By the Grace of God (2002)
- Rock & Roll Is Dead (2005)
- Head Off (2008)
- Eyes of Oblivion (2022)

### Supershit666
- Supershit666 (1999)

### Nick Royale Gang
- I Don't Wanna Go Outside / "Thinking Of ways" (7")
- "Burt Ward Law" / "Never Right" (7")

### The Solution
- Communicate! (2004)
- Will Not Be Televised (2007)

### Death Breath
- Stinking Up The Night (2006)
- Let It Stink (EP) (2007)

### Imperial State Electric
- Imperial State Electric(2010)Psychout Records)

- Pop War (2012)Psychout Records)

- Reptile Brain Music(2013)Psychout Records)

- Honk Machine(2015)Psychout Records)

- Datos: Q1736370
- Multimedia: Nicke Andersson / Q1736370